# Marc Boulet
Marc Boulet (Paris, 1959) é um escritor francês.

## Biografia
É graduado na École nationale Louis-Lumière e no Institut national des langues et civilisations orientales. Também trabalhou como intérprete de albanês para o Ministério das Relações Exteriores francês. Foi também um produtor de rock e punk.
Faz-se passar por um chinês em 1985 e de 1986 a 1987 - período o qual escreveu seu primeiro livro Na pele de um chinês -, onde viveu com a família chinesa de sua mulher em 1990 e 2007, podendo testemunhar a transformação que a China ocorreu em um quarto de século.
Escreveu também Dans la peau d'un intouchable, correspondendo ao período de semanas que viveu na Índia se fazendo passar por um mendigo intocável nas ruas de diferentes cidades indianas, denunciando o sistema de castas  na Índia contemporânea .

## Obras do autor
- Na Pele de um Chinês (1998)
- Dans la peau d'un intouchable (1994)